# Epicrates subflavus
Epicrates subflavus là một loài rắn trong họ Boidae. Loài này được Stejneger mô tả khoa học đầu tiên năm 1901.

## Hình ảnh

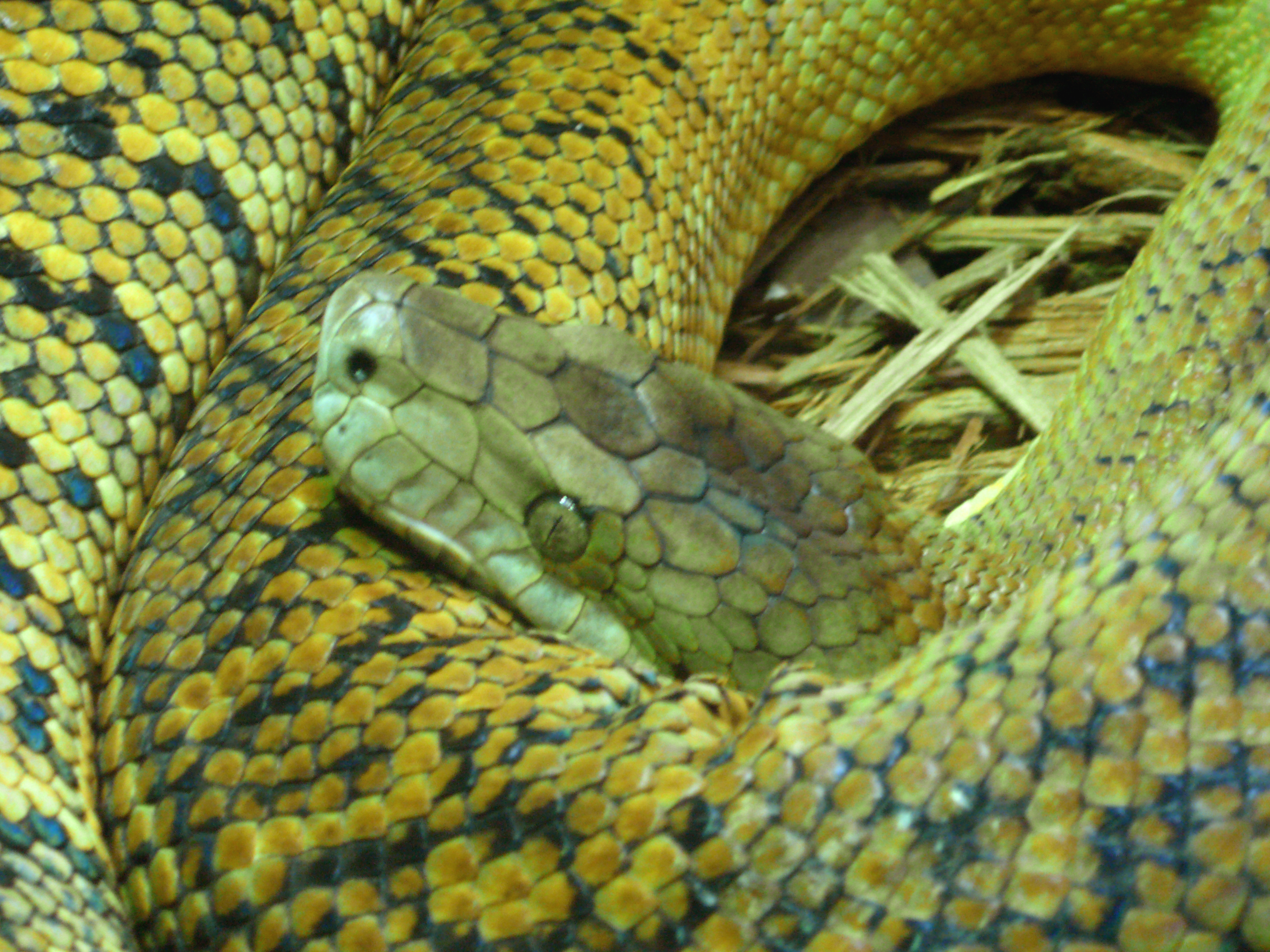
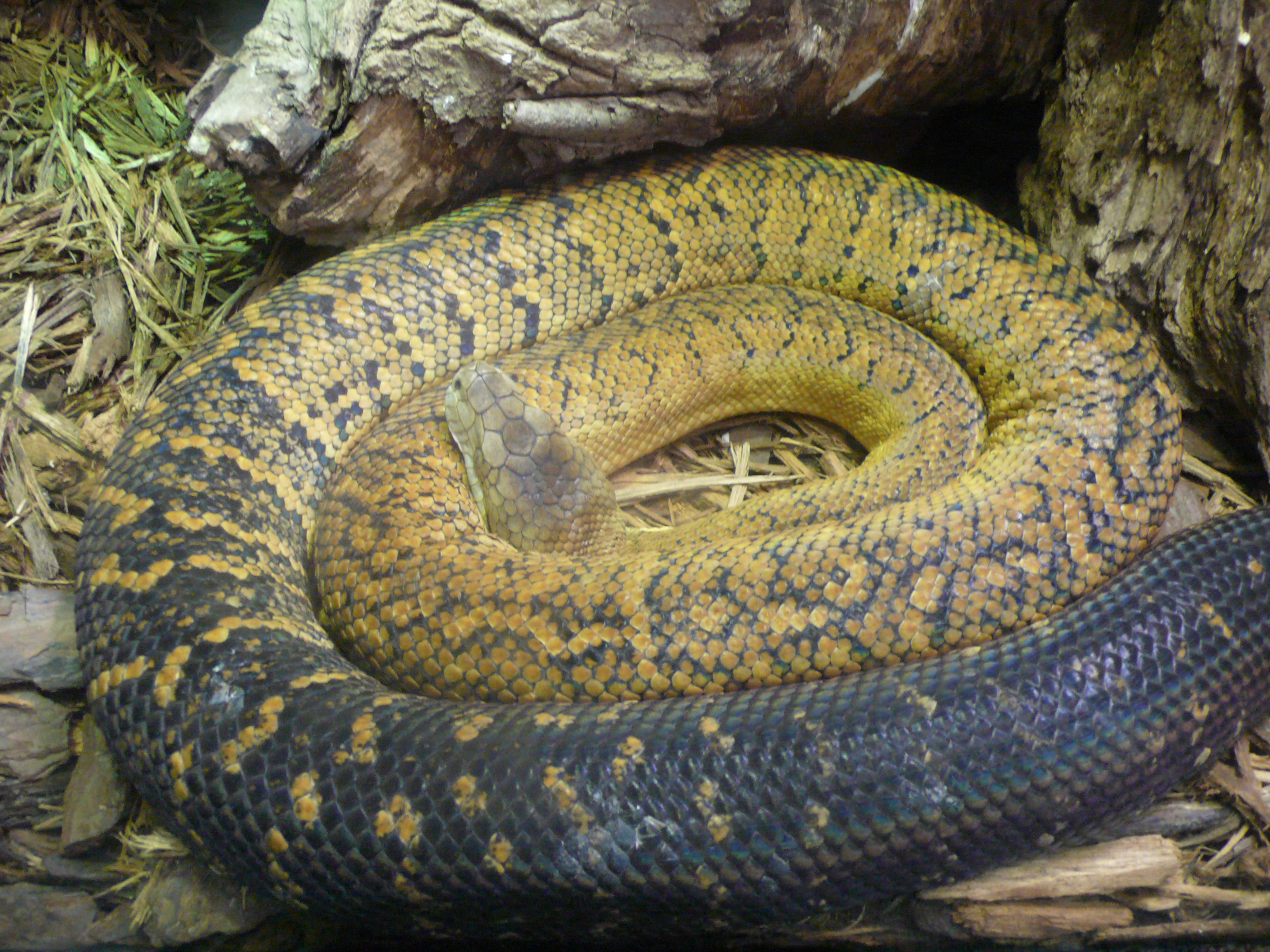
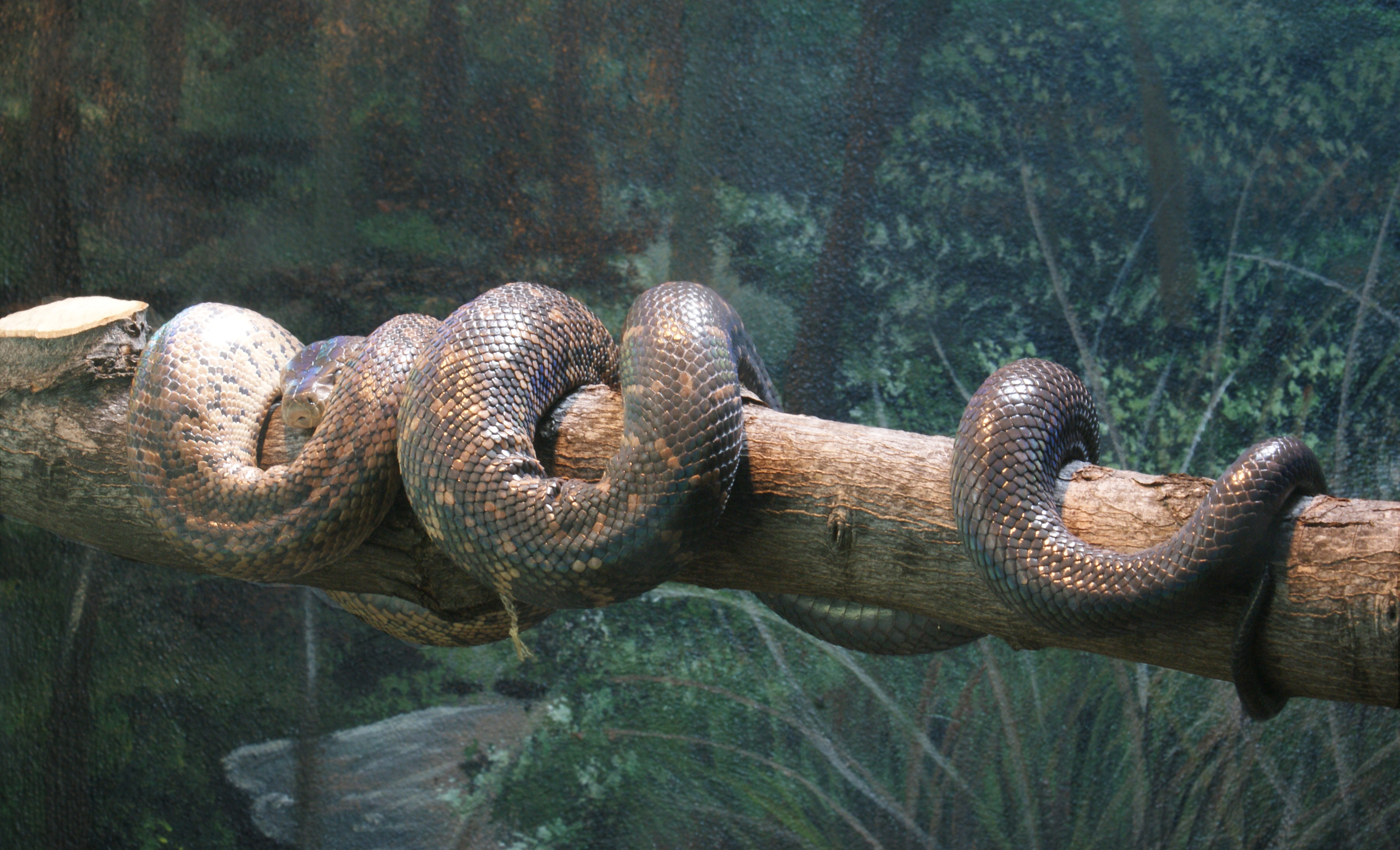